# Lisdexamfetamină
Lisdexamfetamina este un medicament stimulant SNC utilizat în tratamentul tulburării hiperchinetice cu deficit de atenție (ADHD). Calea de administrare disponibilă este cea orală.
Lisdexamfetamina este un promedicament inactiv care este convertit în organism la dextroamfetamină (dexamfetamină), compusul cu efect simulant al SNC. Din punct de vedere chimic, este compusă din aminoacidul L-lizină, legat covalent de dextroamfetamină.
A fost aprobată pentru uz medical în Statele Unite ale Americii în anul 2007.